# Primus in orbe deos fecit timor
 Primus in orbe deos fecit timor  лат. (изговор: примус ин орбе деос фецит тимор). Страх је тај који је први створио  богове. (Стације)

## Поријекло изрека
Изрекао,  у другом вијеку старе ере,  Цецилије Стације, (лат. Caecilius Statius) уз  Плата i Теренција, трећи значајан писац комедија у римској књижевности.

## Тумачење
Стацијево виђење је и данас један од значајних  прилаза разумијевању и настанку идеје Бога. Он сматра да су, човјекова неукост, ефемерност, слабост, а изнад  свега  страх, створили Бога као религијску чињеницу, а антисудбинску истину.

## Другачија мисао
Non timor, sed admiratio et gratitudo deos fecit, не страх, него дивљење и захвалност створили су Богове.(Цицерон)